# John Banim
John Banim (Kilkenny, 1798 – Windgap, 1842) è stato uno scrittore, poeta e drammaturgo irlandese.

## Biografia
Si dedicò alla narrativa, al dramma, alla saggistica e alla poesia.
Più che per la fortunata tragedia Damone e Pizia (1821), o per i saggi satirici intitolati Rivelazioni dei cadaveri viventi (1824), è soprattutto ricordato perché, nel 1825, pubblicò insieme al fratello Michael Banim (1796-1874) i Racconti della famiglia O'Hara, novelle che dovevano mostrare lo stile di vita irlandese nella sua spiazzante completezza.
Banim ottenne molta notorietà e venne paragonato a Walter Scott, ma le sue opere successive (John Doe, Padre Cornell) non furono all'altezza delle precedenti e lo fecero ben presto dimenticare.
I toni pessimistici che caratterizzarono le opere di Banim, furono causati, oltre alla precoce morte della donna amata, anche da una condizione mentale e psichica sofferente.